# Chiesa del Corpus Domini (Njasviž)
La chiesa del Corpus Domini (in bielorusso: Касцёл Божага Цела, Kasciol Bojaga Ciela) è la chiesa principale, parrocchiale, della città di Njasviž, in Bielorussia.
Rappresenta il primo edificio barocco dell'Europa orientale ed è la necropoli della nobile famiglia locale dei Radziwiłł.

## Storia e descrizione

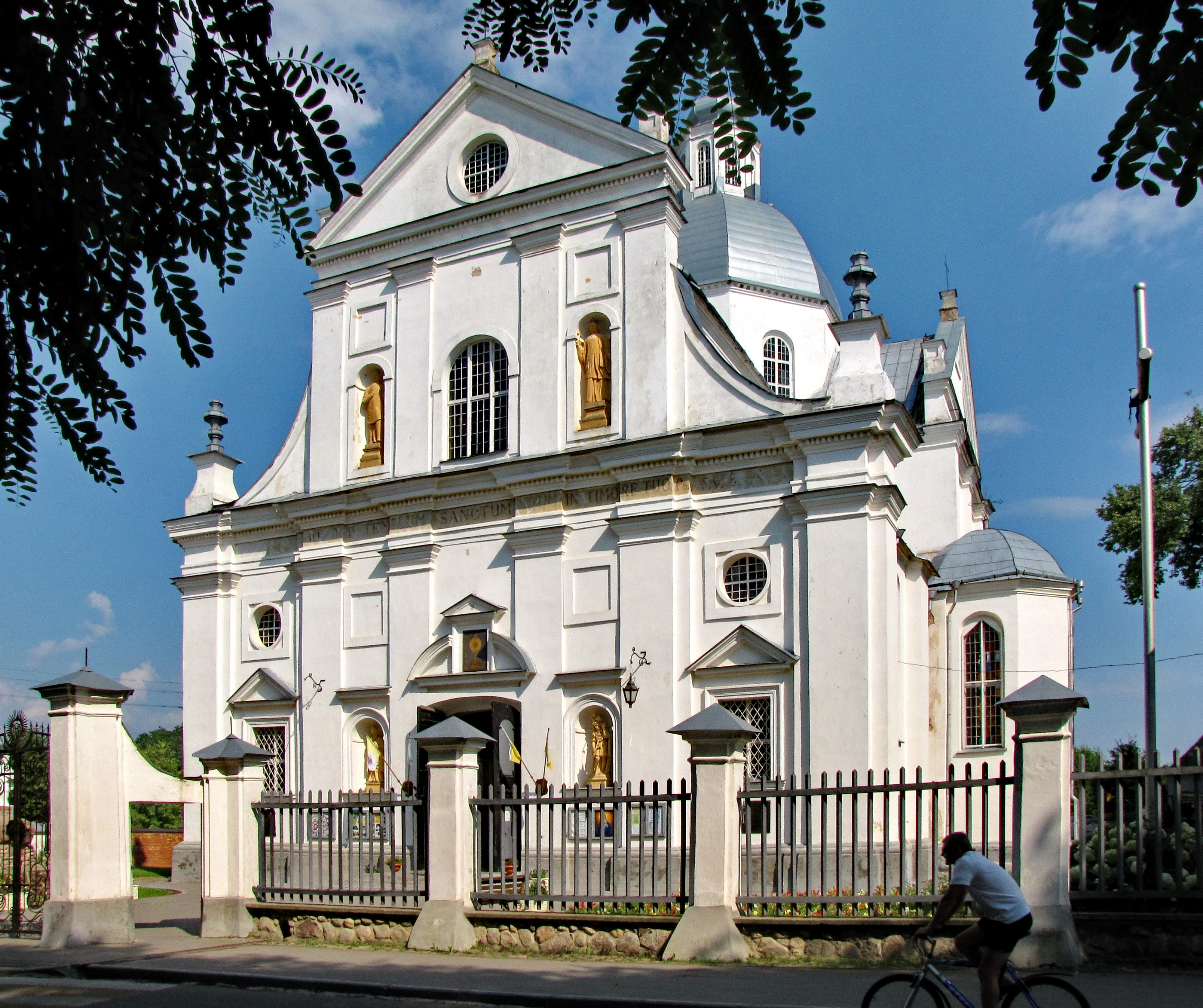
La facciata.

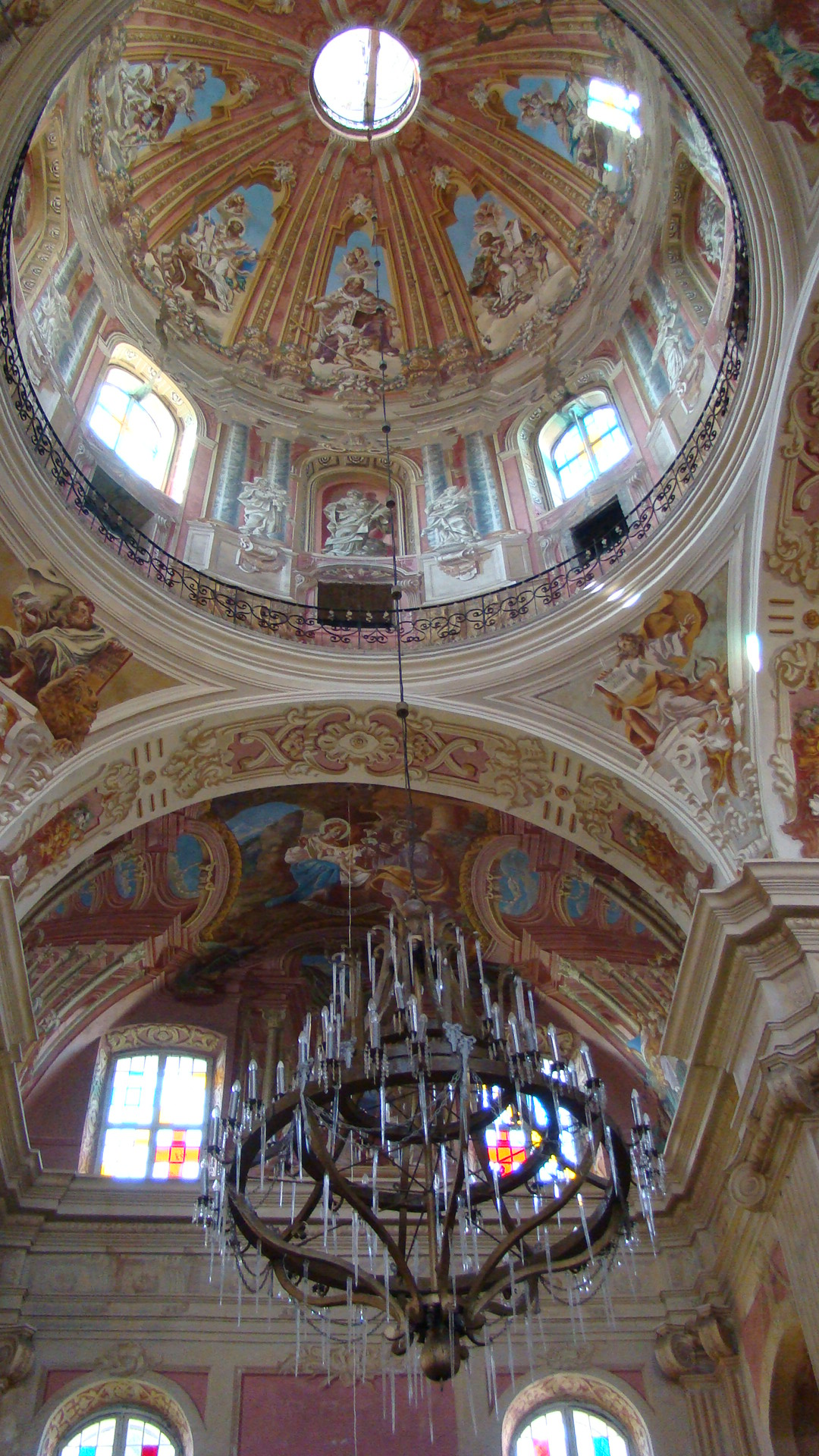
Veduta dell'interno.

La costruzione, la più importante della città, venne eretta fra il 1587 e il 1603). Anticamente era unita al castello da una diga su un canale.
Venne progettata dall'architetto e padre gesuita italiano Gian Maria Bernardoni, ed è considerata il primo tempio gesuita costruito sul modello della Chiesa del Gesù a Roma, la prima basilica a cupola con facciata barocca nel mondo, nonché il primo edificio barocco dell'Europa orientale.
L'interno è a pianta basilicale divisa in tre navate, con abside e cupola; presenta una ricca decorazione di affreschi tardo-barocchi realizzati nel 1760. L'altare della Santa Croce venne eseguito da scultori veneziani nel 1583.
La chiesa conserva le sepolture di 72 membri della famiglia Radziwiłł, ognuna di esse interrata in una semplice bara e sovrastata dallo stemma della famiglia.